# Minipivovar Skřečoňský žabák Bohumín
Pivovar Skřečoňský žabák je minipivovar v Bohumíně, části Skřečoň.

## Historie

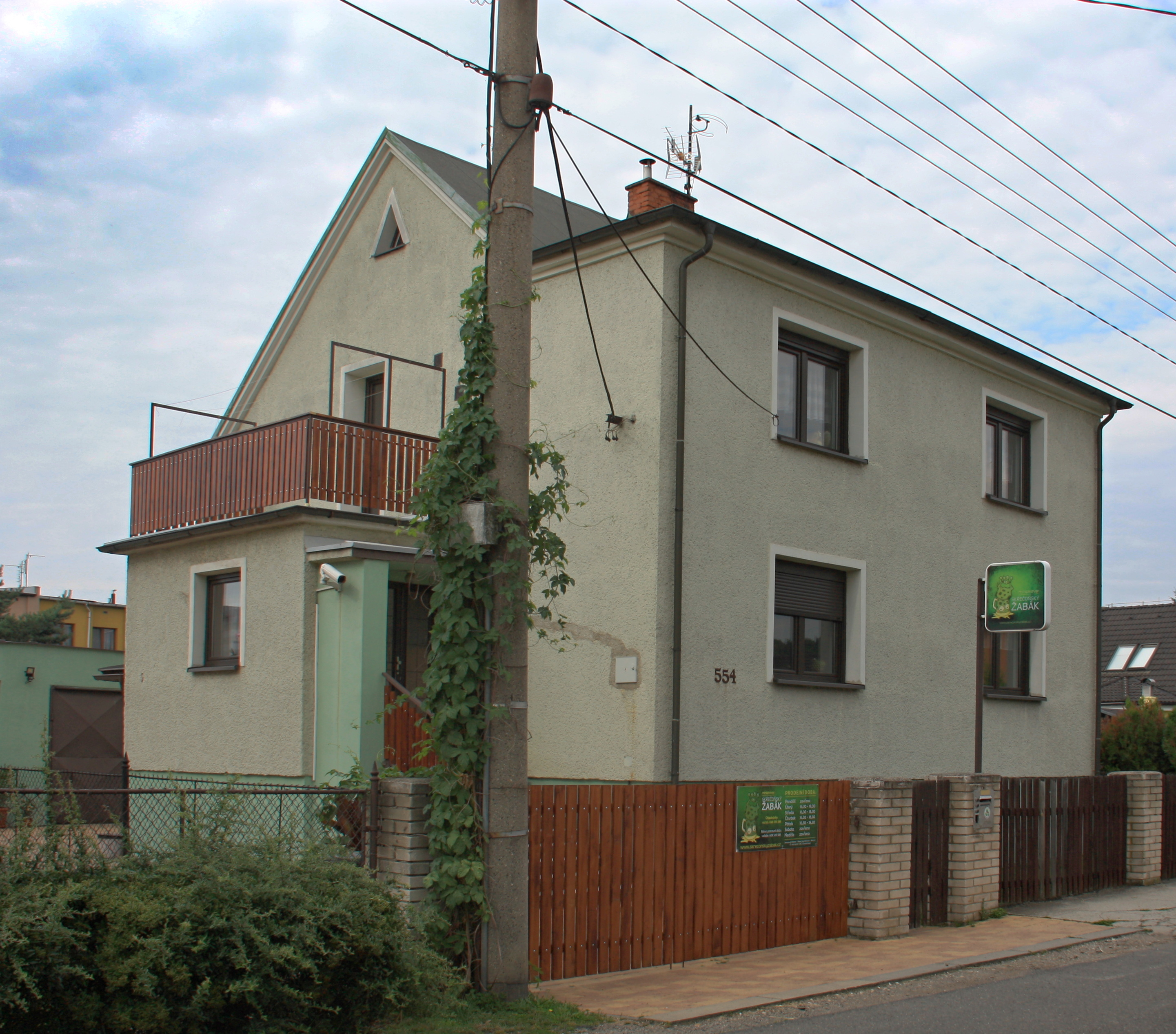
Budova pivovaru

Počátky vaření piva v tomto minipivovaru sahají do roku 2006, kdy se majitel začal věnovat domácímu vaření piva – tzv. homebrewingu. Pivovar začal stavět vlastními silami a za pomoci kamarádů v březnu roku 2011 a v listopadu téhož roku uvařil první várku piva. Zpočátku se Skřečoňský žabák nabízel pouze v sudech a PET láhvích, v červenci 2012 se poprvé objevil na čepu (v Belfast Pubu v Bohumíně). Skřečoňské pivo je nepasterizované a nefiltrované, vařené klasickou dvourmutovou technologií z poctivých surovin (žatecký chmel, moravský slad, kvasnice a voda). Pivovar také nabízí možnost uvařit si své vlastní pivo pod dohledem místního sládka.

## Nabízené druhy piva[3]
- Skřečoňský žabák 11° světlý - 4,6%
- Skřečoňský žabák 13° polotmavý - 5,2%
- Skřečoňský žabák 13° černý - 5,2%
- Skřečoňský žabák 15° medový - 6,2%, obsahuje včelí med z Jeseníků
- Skřečoňský žabák 16° india pale ale - 6,8%, anglický druh piva ale, vařený ze tří druhů sladu a 6 druhů chmele, dvakrát chmelený
- Skřečoňský žabák american amber ale - 5,1%, vařený ze tří druhů sladu a dvou druhů chmele, dvakrát chmelený
- Skřečoňský žabák 21° porter - 9,1%, vařený z osmi druhů sladu a dvou druhů chmele
- Skřečoňský žabák 15° sváteční - 6,7%, vařený ze tří druhů sladu